# Ca la Güerba
Ca la Güerba és una obra del municipi d'Alcover (Alt Camp) inclosa en l'Inventari del Patrimoni Arquitectònic de Catalunya.

## Descripció
Es tracta d'un edifici de grans proporcions. Consta de planta baixa, pis i golfes. L'estructura original apareix molt modificada. A la planta baixa es troba la porta d'accés, de punt rodó amb dovelles de pedra. Al primer pis hi ha 4 obertures rectangulars amb motllures de pedra, la de la dreta amb balcó, i la situada damunt la porta amb escut. Una línia d'imposta separa horitzontalment el pis de les golfes, que presentaven originalment 15 obertures de punt rodó, actualment substituïdes per finestres rectangulars. La teulada té ràfec sobresortint. L'obra és de pedra arrebossada. En el primer pis hi ha simulació de carreus.

## Història
La construcció data de 1608, any que apareix en l'escut situat damunt la finestra principal. No consta documentació sobre la propietat de la casa en aquell moment, si bé es pensa que podria tractar-se d'un membre de la família Oliver, ja que en el "Llibre Comú" de 1682 (Fol. 107) es fa esment del nom de Baltasar Oliver, ric terratinent, com a propietari de l'edifici, valorat aleshores en 2000 lliures.